# Edpercivalia spaini
Edpercivalia spaini är en nattsländeart som beskrevs av Mcfarlane 1973. Edpercivalia spaini ingår i släktet Edpercivalia och familjen Hydrobiosidae. Inga underarter finns listade i Catalogue of Life.